# Stazione di Mantova
La stazione di Mantova è la principale stazione ferroviaria al servizio della città di Mantova. Si trova lungo la ferrovia Verona-Mantova-Modena ed è stazione di diramazione delle linee per Cremona e per Monselice. Fino al 1967 funse inoltre da capolinea della ferrovia per Peschiera del Garda.

## Storia

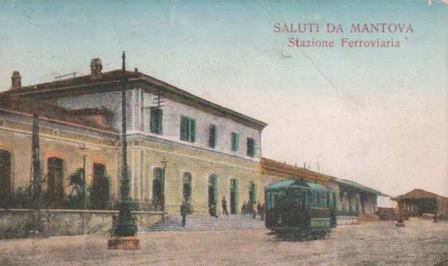
Fabbricato viaggiatori con il capolinea tranviario

La stazione fu aperta all'esercizio il 21 giugno 1873.
Durante la seconda guerra mondiale il fabbricato venne danneggiato e al termine del conflitto ristrutturato in stile moderno, con l'aggiunta di un nuovo rivestimento e una tettoia in cemento armato; l'edificio venne riaperto nel 1951.
Nel 1934 venne aperta all'esercizio la ferrovia Mantova-Peschiera, concessa a un consorzio interprovinciale e subconcessa alla SAER. La stessa fu chiusa all'esercizio nel 1967 e disarmata negli anni seguenti.
Il 5 novembre 2023 la stazione è stata intitolata a San Pio X, che fu vescovo di Mantova dal 1884 al 1893.

## Strutture e impianti
Il fabbricato viaggiatori, a due piani, ospita la biglietteria e la sala d'attesa oltre alla dirigenza movimento.
Il piazzale è dotato di nove binari passanti, ai quali si aggiunge uno tronco per il servizio viaggiatori.
I binari numerati da 6 a 8, privi di banchina, sono utilizzati per il servizio merci. Il binario 9 (non dotato di segnali di partenza) è utilizzato per accedere ai binari del Parco Prato e scalo Belfiore (lato Cremona) e ai binari dell'ex deposito locomotive (lato Verona), ora utilizzati per ricovero di treni o mezzi d'opera.

## Movimento
La stazione è servita da treni regionali svolti da Trenitalia, Trenord e Trenitalia Tper e dai treni RegioExpress di Trenord che percorrono la direttrice Mantova-Milano Centrale. Per quanto riguarda i collegamenti a lunga percorrenza, è presente una coppia giornaliera di treni Frecciarossa da e per la stazione di Roma Termini.

## Servizi
La stazione, che RFI classifica nella categoria gold, dispone di:
- Biglietteria a sportello
- Biglietteria automatica
- Servizi igienici
- Bar

## Interscambi
All'esterno della stazione sono poste la biglietteria e le fermate delle linee di autobus urbani e interurbani di APAM e interurbani di ATV.
Fra il 1908 e il 1932 davanti alla stazione era presente un capolinea della rete tranviaria di Mantova.